# Yolanda
Yolanda, Jolanda, Yolande, Iolanthe eller Jolanta är ett kvinnonamn av grekiskt ursprung. Det är även det filippinska namnet på tyfonen Haiyan 2013.
Betydelse: Viol eller pensé
I Sverige finns det 110 kvinnor och 0 män med namnet Jolanda.

## Personer med namnet

### Yolanda
- Yolanda Adams
- Yolanda King
- Yolanda Griffith
- Yolanda Soler
- Yolanda de Courtenay
- Yolanda Louise av Savojen
- Yolanda Bohm

### Jolanda
- Jolanda av Konstantinopel
- Jolanda av Jerusalem
- Jolanda Čeplak
- Jolanda Tjen
- Jolanda av Aragonien
- Jolanda Keizer

### Yolande
- Yolande av Frankrike